# Lioubov Hakkebouch
Lioubov Mykhaïlivna Hakkebouch (26 septembre 1888 – 28 mai 1947) est une actrice de théâtre, enseignante et traductrice ukrainienne, reconnue Artiste du peuple de la RSS d'Ukraine en 1943. Elle apparaît dans plus de 80 rôles principaux et secondaires, y compris les rôles les plus connus de Lady Macbeth dans Macbeth de William Shakespeare et de Fru Alving dans Les Revenants d'Ibsen.

## Jeunesse et éducation
Lioubov Hakkebouch est née le 26 septembre 1888 à Nemyriv, dans l'Empire russe. Elle étudie au Théâtre de Chambre Taïrov et apparaît dans des productions amateurs mises en scène par le club ukrainien Kobzar à Moscou.

## Carrière
Hakkebouch fait ses débuts en 1917 sur la scène du Théâtre populaire ukrainien de Kiev dans le rôle de Miss dans Automn d'Alexandre Olès. En 1919-1921, elle joue au premier théâtre Chevtchenko de la République soviétique d'Ukraine à Kiev et en 1921-1922 au deuxième théâtre de la RSS d'Ukraine du nom de Franko à Vinnytsia.

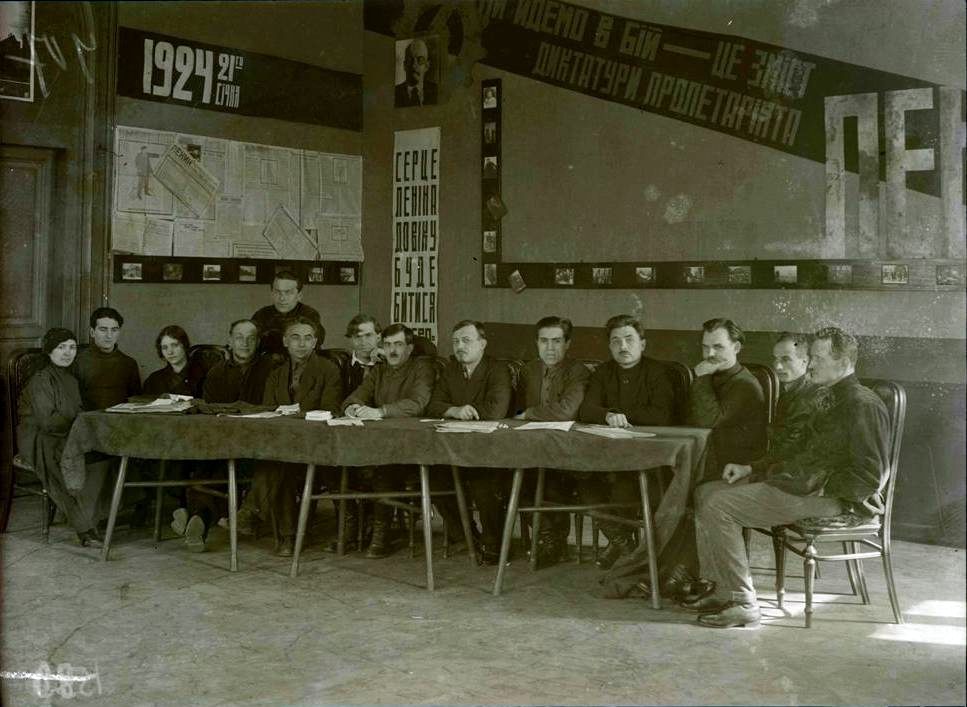
Le théâtre Berezil en 1924.

Hakkebouch travaille au Théâtre Berezil de 1922 à 1926. Alors que le théâtre Berezil déménage à Kharviv, en 1926, avec son mari Vassyl Stepanovytch Vassylko né Miliaïev, elle s'installe à Odessa ; leur fils Vassyl Hakkebouch sera acteur et auteur de livres sur le théâtre. De 1926 à 1928, elle travaille au Théâtre dramatique ukrainien d'Odessa. En 1928, Hakkebouch et Vasylko s'installent à Kharkiv, où le mari de Hakkebouch devint directeur artistique du théâtre dramatique ukrainien de Chervonozavodsk,. Elle travaille au théâtre dramatique ukrainien de Kharkiv Chervonozavodsk jusqu'en 1933.
En 1933-1935, elle travaille au Théâtre dramatique et musical de Donetsk et à partir de 1935, au Théâtre dramatique ukrainien de Kharkiv. En 1938-1941, Hakkebouch travaille au Théâtre d'Odessa, nommé d'après la Révolution d'Octobre.
Pendant la Seconde Guerre mondiale, elle rejoint la troupe du Théâtre ukrainien Chevtchenko Kharkiv qui a été évacué (1941-1944). Elle reçoit le titre d'Artiste du peuple de la RSS d'Ukraine en 1943.
En plus de jouer au théâtre, Hakkebouch enseigne également le théâtre dans les théâtres, les instituts de musique et d'art dramatique de l'Institut de musique et d'art dramatique Lyssenko de Kiev (1922-1926), d'Odessa (1926-1928) et de Kharkiv (1929-1933), ainsi qu'à l'Institut des arts du théâtre de Kiev (1944-1947).
Après 1944, Hakkebouch s'installe à Kiev et se concentre sur la traduction. Elle est l'autrice de traductions en ukrainien de Molière, Gorki (Le Bourgeois), Trenyov, Afinoguenov et Romashov.
Hakkebouch héberge l'artiste Ivan Kavaléridzé dans son appartement à Kiev après que le studio de cinéma l'a expulsé de son bureau, l'accusant d'être resté sur place lors de l'occupation allemande.
Lioubov Hakkebouch décède le 28 mai 1947 à Kiev.
En 1970, une plaque commémorative en granit est installée sur la façade de la maison où vivait Lioubov Hakkebouch en 1938-47, au 17, rue Velyka Jytomyska à Kiev.